# Ghimpețenii Noi
Ghimpețenii Noi – wieś w Rumunii, w okręgu Aluta, w gminie Ghimpețeni. W 2011 roku liczyła 500 mieszkańców.